# Xavix

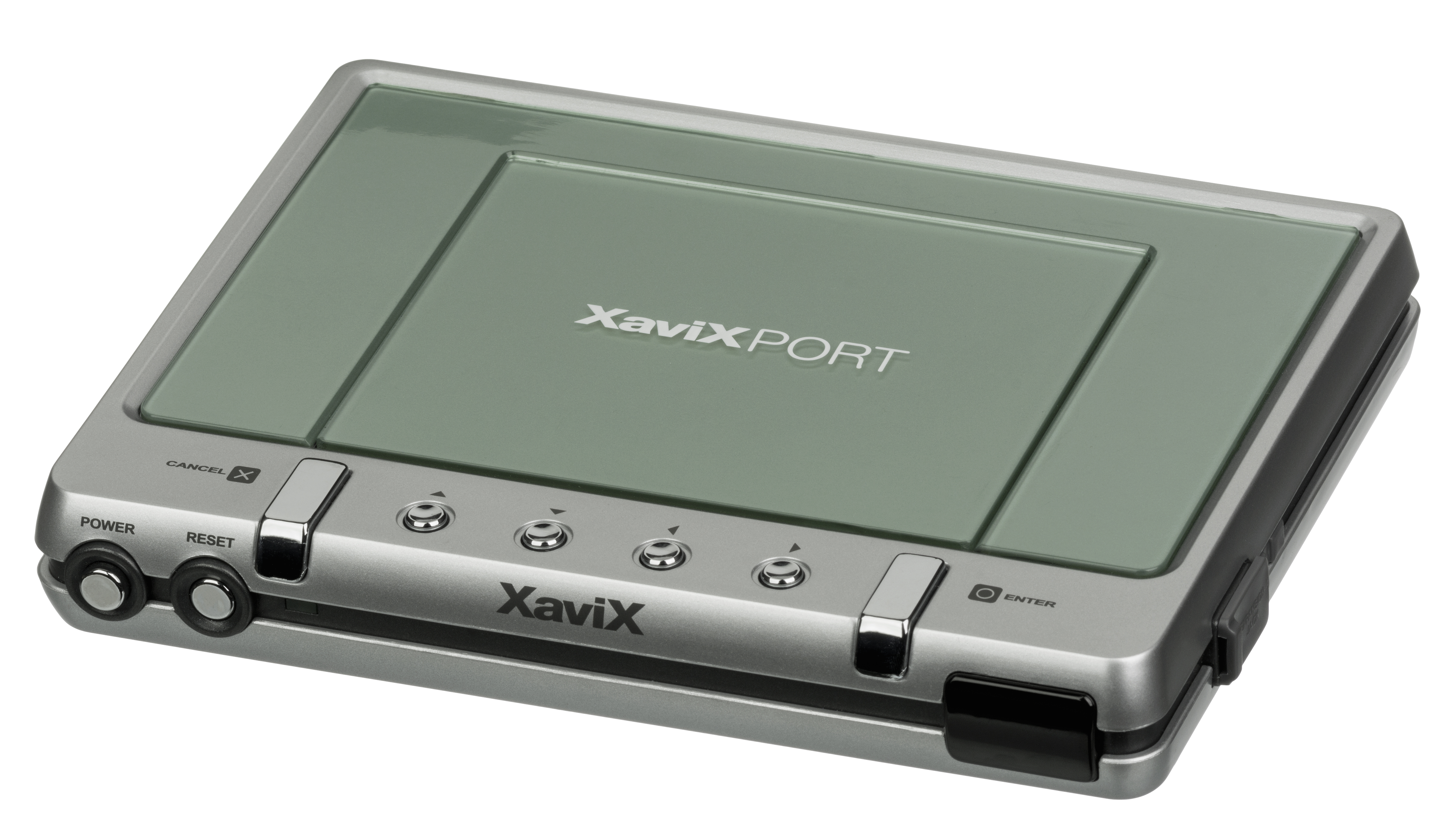
북미판

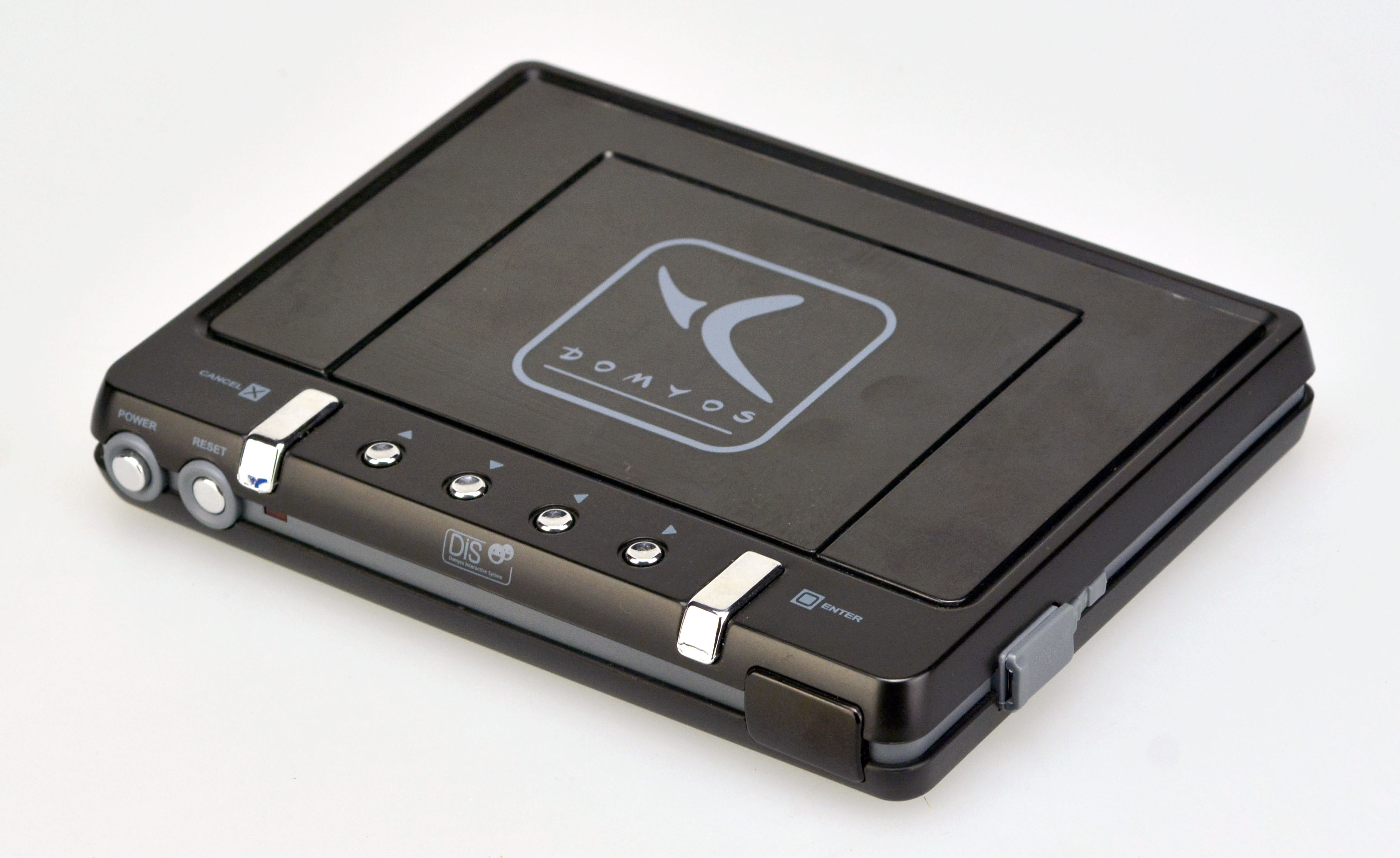
유럽판

Xavix 또는 XavixPORT는 유럽 데카트론 매장에서 Domyos Interactive System이라는 이름으로 판매되는 제품으로, 일본 회사 SSD 컴퍼니 리미티드가 개발한 6세대 비디오 게임기인 2004년 미국에서 출시된 피트니스 기반 홈 비디오 게임 콘솔이다. 이 게임기는 카트리지와 무선 컨트롤러를 사용한다. 컨트롤러는 야구 방망이나 테니스 라켓과 같은 스포츠 장비 모양으로 되어 있으며, 컨트롤러의 센서를 사용하여 사용자의 동작이 텔레비전 화면에 표시된다. XaviXPORT의 제조업체 권장소비자가격은 출시 당시 USD $79.99였다. 그러나 이 시스템은 공식적으로 2013년 봄맞이 대청소 세일에서 테니스나 볼링과 함께 $19.99에 번들로 판매되었다. 2013년 Xavix의 소셜 미디어 사이트는 폐쇄되었지만 전자상거래 사이트는 공식 도메인이 만료된 2017년까지 유지되었다.